# フアン・マヌエル・フェルナンデス・オチョア
フアン・マヌエル・フェルナンデス・オチョア（Juan Manuel Fernández Ochoa、1951年6月24日 - ）はスペインの元アルペンスキー選手。マドリード生まれ、マドリード州北部グアダラマ山脈に位置するセルセディーリャ（Cercedilla）で育った。
スペインを代表するスキーファミリー、フェルナンデス・オチョア家の一員で兄フランシスコ、妹ブランカはともにオリンピックメダリストである。
1976年インスブルックオリンピックに出場、滑降36位、大回転16位、回転では途中棄権だった。